# Esat Stavileci
Esat Stavileci (ur. 11 lipca 1942 r. w Gjakovej, zm. 15 sierpnia 2015 w Prisztinie) – kosowski prawnik, profesor Wydziału Prawa Uniwersytetu w Prisztinie.

## Życiorys
Esat Stavileci urodził się 11 lipca 1942 r. w Gjakovej. Ukończył tam szkołę podstawową i średnią. Studiował prawo na Uniwersytecie w Prisztinie. Kontynuował studia podyplomowe prawnicze na Uniwersytecie w Zagrzebiu. Uzyskał doktorat z prawa na Uniwersytecie w Sarajewie w 1974 roku.
Od 1965 do przejścia na emeryturę pracował jako profesor na Wydziale Prawa na Uniwersytecie w Prisztinie, jednak po przejściu na emeryturę prowadził studia magisterskie i doktoranckie
Zmarł 15 sierpnia 2015 roku w Prisztinie. Pochowany został w Gjakovej dwa dni później. W pogrzebie uczestniczyli między innymi Atifete Jahjaga (prezydent Kosowa w latach 2011-2016), Isa Mustafa (premier Kosowa w latach 2014-2017), Arsim Bajrami (kosowski minister nauki i technologii) i Hivzi Islami (przewodniczący Akademii Nauk i Sztuk Kosowa).

## Twórczość
- The Truth about Kosova: Arguments and Facts in Support of Its Independence (Prisztina, 2007) ISBN 978-9951-499-01-9